# Artemis V
Artemis V és la cinquena missió planificada del programa Artemis de la NASA i el primer vol tripulat del mòdul de descens "Blue Moon" (Lluna Blava). La missió llançarà quatre astronautes en un coet del sistema de llançament espacial i un Orion cap a l'estació orbital Deep Space Gateway. Seria el tercer allunatge del programa Artemis. A més, Artemis V també lliuraria dos nous elements a l'estació espacial Lunar Gateway.

## Visió general
Artemis V llançarà quatre astronautes a l'estació espacial Lunar Gateway. La missió lliurarà el mòdul d'avituallament i comunicacions ESPRIT de l'Agència Espacial Europea i un sistema de braços robòtics de construcció canadenc per a l'estació Gateway. També es lliurarà un vehicle terrestre lunar de la NASA.
Després d'atracar a l'estació espacial, dos astronautes pujaran al mòdul de descens "Blue Moon" i baixaran amb ell fins al pol sud lunar per allunar a prop del vehicle terrestre lunar. Serà, per tant, el primer allunatge que farà ús d'un astromòbil lunar sense pressió des de la missió Apollo 17. Està previst tenir els dos astronautes a la superfície de la Lluna durant aproximadament una setmana on realitzaran activitats de ciència i exploració.
Al març de 2024 es preveia que el llançament de l'Artemis V no es produiria abans del març de 2030.

## Nau espacial

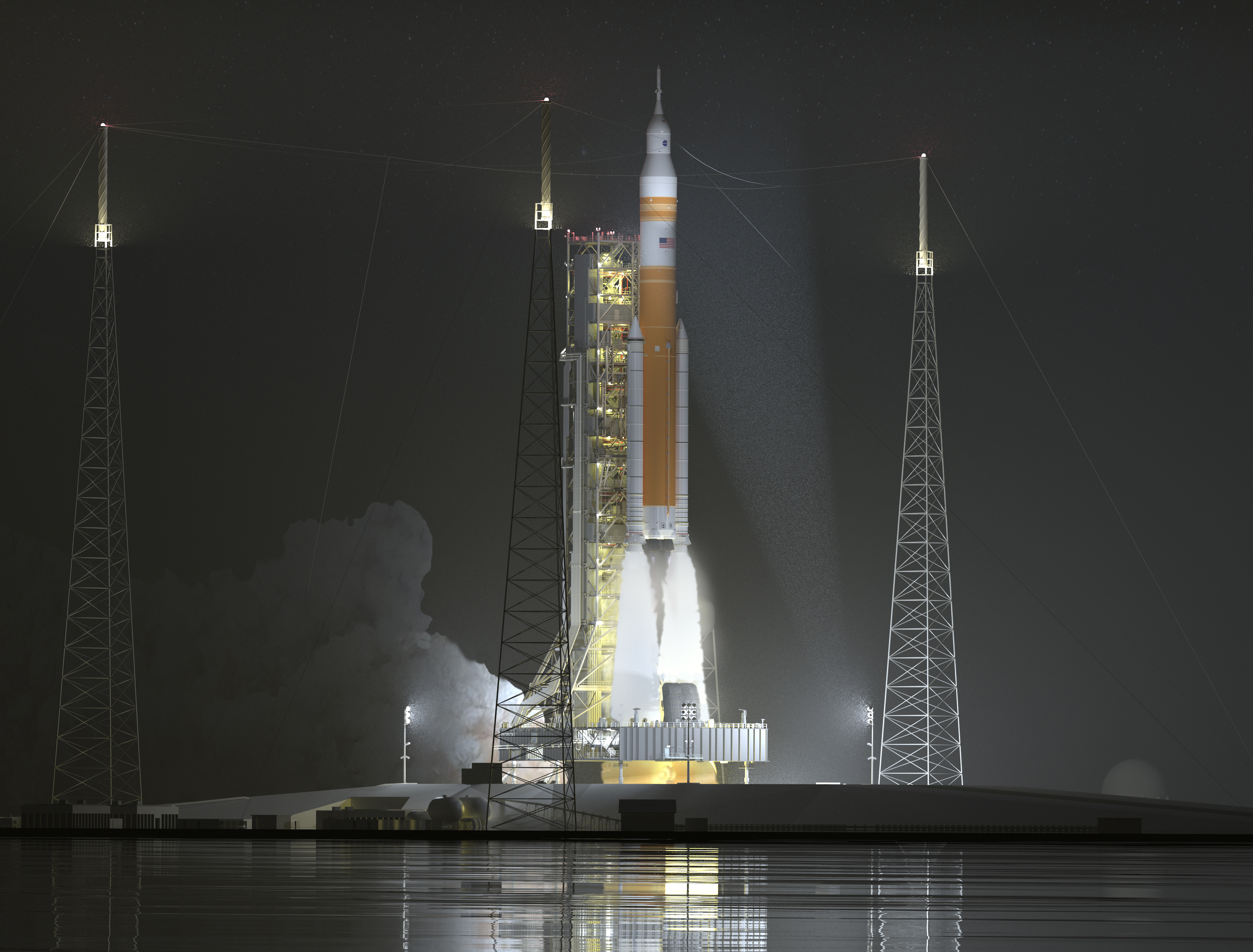
Representació del llançament del bloc 1B del sistema de llançament espacial

### Sistema de llançament espacial
El sistema de llançament espacial és un llançador d'elevació súper pesada utilitzat per llançar la nau espacial Orion des de la Terra a una òrbita translunar.

### Orion
Orion és el vehicle de transport de la tripulació utilitzat per totes les missions Artemis. Transportarà la tripulació des de la Terra fins a l'òrbita Gateway i els retornarà a la Terra.

### Lunar Gateway
Lunar Gateway és una petita estació espacial modular que s'establirà a l'òrbita d'halo gairebé rectilínia (NRHO). Es preveu que els dos primers elements de l'estació, el Power and Propulsion Element (Element de potència i propulsió) i l'Habitation and Logistics Outpost (Avançada habitació i logística) es llancin junts a bord d'un SpaceX Falcon Heavy el 2027. S'espera que assoleixi l'òrbita lunar nou o deu mesos després El mòdul d'hàbitat I-Hab serà lliurat per Artemis IV.

### El mòdul de descens lunar
El mòdul de descens lunar "Blue Moon" serà l'encarregat de traslladar els astronautes de l'estació orbital a la superfície lunar i tornar-los més endavant de nou a l'estació orbital.

### El vehicle terrestre lunar
El vehicle terrestre lunar és un vehicle mòbil no tancat de la NASA que els astronautes conduiran a la Lluna mentre porten vestits espacials.